# Куигли, Чарльз
Чарльз Куигли (англ. Charles Quigley; 12 февраля 1906 – 5 августа 1964) — американский актёр театра и кино 1920—1950-х годов.
Куигли начал кинокарьеру на киностудии Columbia Pictures, где в середине 1930-х годов его стали готовить на главные роли в фильмах категории В с участием молодой Риты Хейворт. В 1937—1938 годах они сыграли вместе с пяти фильмах, включая «Девушки могут играть» (1937) и «Тень» (1937).
В дальнейшем Куигли добился наибольшего успеха исполнением главных ролей в приключенческих киносериалах «Сорвиголовы Красного круга» (1939), «Железный коготь» (1941) и «Багровый призрак» (1946), а также ролей второго плана в киносериалах «Брик Брэдфорд» (1947), «Супермен» (1948) и «Пираты открытого моря» (1950).
Он также сыграл заметные роли в таких фильмах, как «Секрет Чарли Чана» (1936), «Святой в Палм-Спрингс» (1940), «Китти Фойл» (1940) и «Лицо женщины» (1941).

## Ранние годы и начало карьеры
Чарльз Куигли родился 12 февраля 1906 года в городе Нью-Бритен, Коннектикут, в семье менеджера по производству машиностроительного оборудования.
В 1924 году он закончил школу в Нью-Бритене, после чего поступил в Американскую академию драматического искусства в Нью-Йорке.

## Театральная карьера
В течение года Куигли выступал с труппой репертуарного театра в Портленде, штат Мэн, после чего он работал с гастролирующей труппой Expressing Willie.
С 1927 года Куигли играл на Бродвее в таких спектаклях, как «Арабский кошмар» (1927), «Свет Азии» (1928), «Капонсаки» (1928), «Сирано де Бержерак» (1928, Кристиан), «Процентные облигации» (1929), «Диана» (1929), «Алая сестра Мэри» (1930), «Её оловянный солдатик» (1933), «Мир ждёт» (1933) и «Прощайте, ложные мечты» (1934). В 1930-е годы, по воспоминаниям сына, Куигли играл молодёжную роль в паре с Этель Бэрримор.

## Карьера в кинематографе
Куигли впервые появился на экране в 1931 году. Начиная с 1935 года, он стал постоянно работать в кино, подписав контракт со студией Columbia Pictures, где его готовили на главные роли в фильмах категории В. В 1936 году Куигли сыграл заметную роль газетного репортёра и жениха одной из дочерей богатой домовладелицы в детективе «Секрет Чарли Чана» (1936) с Уорнером Оулэндом в заглавной роли. В начале картины герой Куигли попадает под подозрение в убийстве, но затем помогает знаменитому детективу Чарли Чану раскрыть дело. В том же году Куигли сыграл главную мужскую роль криминального репортёра в криминальной мелодраме «Леди из ниоткуда» (1936), где его партнёршей была Мэри Астор. Фильм не привлёк к себе особого внимания. Он также исполнил роль второго плана в мюзикле с Уорнером Бакстером «Король бурлеска» (1936).
В 1937 году Куигли снялся в главных ролях в шести фильмах категории В, среди которых криминальная драма «Найти свидетеля» (1937) и криминальный экшн «Преступники в воздухе» (1937), где его партнёршей была Розалинд Кит. Он также был партнёром «подающей надежды» Риты Хейворт в трёх фильмах года — криминальной драме «Девушки могут играть» (1937), хоккейном детективе «Игра, которая убивает» (1937) и криминальном экшне «Тень» (1937). Год спустя Куигли сыграл главные роли в паре с Хейворт ещё в двух криминальных мелодрамах — «Осуждённая» (1938), где он был детективом полиции, а она — певицей в ночном клубе, и «Специальный инспектор» (1938), где он был агентом таможенной службы, который охотится за бандой контрабандистов меха. В этих картинах Хейворт обратила на себя внимание публики, и её карьера стремительно пошла в гору, в то время, как с Куигли в 1938 году студия решила расстаться.
В 1939 году в приключенческом криминальном 210-минутном киносериале студии Republic Pictures «Сорвиголовы Красного круга» (1939) Куигли сыграл главную роль циркового ныряльщика, который вместе с друзьями разоблачает коварного и жестокого мстителя. Как написал современный кинокритик Ханс Воллстейн, «это типичный хорошо сделанный триллер студии», который относится к числу лучших среди множества подобных киносериалов того времени.
После 1939 года Куигли постепенно перешел к характерным ролям. В 1940 году у него были четыре картины, среди которых мелодрама с Джинджер Роджерс «Китти Фойл» (1940) и детектив с Джорджем Сандерсом «Святой в Палм-Спрингс» (1940), где он сыграл роль одного из членов банды, охотящейся за ценной коллекцией марок.
В 1941 году Куигли сыграл главную роль в 289-минутном криминальном киносериале «Железный коготь» (1941), На этот раз он предстал в образе красавца-журналиста, который вместе со своим фотографом и невестой пытается разгадать тайну золотого клада, похищенного с затонувшего испанского галеона, а также разоблачить преступников, которые пытаются завладеть этим кладом. В том же году он предстал в образе любовника одной из богатых дам в криминальной мелодраме «Лицо женщины» (1941) с Джоан Кроуфорд в главной роли, а также сыграл небольшую роль в романтической комедии с Кэй Фрэнсис «Прожигательница жизни» (1941).
В военные годы Куигли работал на авиационном заводе Northrop Corporation и вместе с некоторыми другими голливудскими актёрами давал спектакли в Пасифик Пэлисейдс. В 1944 году он возобновил кинокарьеру, сыграв небольшие роли в трёх фильмах, среди которых романтическая мелодрама с Клодетт Кольбер «Почти твоя» (1944). В 1946 году Куигли получил главную роль в своём третьем киносериале, на этот раз это был криминальный сериал студии Republic под названием «Багровый призрак» (1946). В этой 167-минутной ленте Куигли предстал в образе криминалиста и профессора физики, который ведёт борьбу с таинственным злодеем, который пытается завладеть смертоносным оружием, способным вывести из строя всё электронное оборудование в мире. По мнению историка кино Ханса Воллстейна, это «один из самых увлекательных киносериалов студии Republic», в котором Куигли и его партнёрша Линда Стирлинг «показали свою лучшую игру в сериалах». В том же году Куигли сыграл ещё в трёх фильмах, среди которых фильм нуар «Кража в её сердце» (1946) студии PRC с Хью Бомонтом в роли детектива Майкла Шейна. Год спустя Куигли появился ещё в трёх малозначимых фильмах, наиболее заметными среди которых был ещё один нуар из цикла про Майкла Шейна «Трое на билет» (1947). Куигли также сыграл роли второго плана в фантастических киносериалах «Брик Брэдфорд» (1947) и «Супермен» (1948), а в 1949 году появился в единственной эпизодической роли в вестерне с Джином Отри «Ковбой и индейцы» (1949).
В 1950 году Куигли сыграл небольшие роли в трёх фильмах категории В, включая шпионскую драму «Дэвид Хардинг, контрразведчик» (1950), семейный киносериал «Пираты открытого моря» (1950) и криминальную мелодраму «Без маски» (1950). В 1958 году Куигли дважды появился на телевидении в сериалах «Мэверик» (1958) и «Кейси Джонс» (1958). Последний раз в своей карьере Куигли появился на экране в роли генерала в мелодраме «Токио в темноте» (1959), после чего ушёл из кино.

## Актёрское амплуа и оценка творчества
Чарльз Куигли был красивым, кудрявым, высоким (183 см) актёром, который после семилетней бродвейской карьеры в 1936 году пришёл в кино. Студия Columbia Pictures, которая подписала с ним контракт, стала готовить его на главные роли в фильмах категории В. Позднее он перешёл на главные роли в приключенческих киносериалах студии Republic Pictures и Columbia, а также на характерные роли.

## Личная жизнь
В 1928 году Чарльз Куигли женился на Харриет Блу (англ. Harriet Blue), с которой прожил вплоть до своей смерти в 1964 году. У пары были сын и дочь.

## Смерть
Чарльз Куигли умер 5 августа 1964 года в возрасте 58 лет в Лос-Анджелесе от цирроза печени.

## Фильмография
| Год  |   | Русское название              | Оригинальное название        | Роль                                                 |
| ---- | - | ----------------------------- | ---------------------------- | ---------------------------------------------------- |
| 1931 | ф | Престиж                       | Prestige                     | гость на вечеринке (в титрах не указан)              |
| 1932 | ф | Всадник                       | The Saddle Buster            | работник на ранчо                                    |
| 1936 | ф | Король бурлеска               | King of Burlesque            | Стэнли Дрейк                                         |
| 1936 | ф | И неожиданная смерть          | And Sudden Death             | Майк Эндрюс                                          |
| 1936 | ф | Секрет Чарли Чана             | Charlie Chan's Secret        | Дик Уильямс                                          |
| 1936 | ф | Леди из ниоткуда              | Lady from Nowhere            | Эрл Дэниелс                                          |
| 1937 | ф | Преступники в воздухе         | Criminals of the Air         | Марк Оуэнс                                           |
| 1937 | ф | Найти свидетеля               | Find the Witness             | Ларри Макгилл                                        |
| 1937 | ф | Игра, которая убивает         | The Game That Kills          | Алекс Фергюсон                                       |
| 1937 | ф | Девушки умеют играть          | Girls Can Play               | Джимми Джонс                                         |
| 1937 | ф | Тень                          | The Shadow                   | Джим Куинн                                           |
| 1938 | ф | Осуждённый                    | Convicted                    | Бёрнс, детектив полиции                              |
| 1938 | ф | Специальный инспектор         | Special Inspector            | Том Эванс                                            |
| 1939 | ф | Сорвиголовы красного круга    | Daredevils of the Red Circle | Джин Таунли                                          |
| 1939 | ф | Герои в синем                 | Heroes in Blue               | Джо Мерфи                                            |
| 1940 | ф | Мужчины против неба           | Men Against the Sky          | Флинн                                                |
| 1940 | ф | Мексиканская злючка на Западе | Mexican Spitfire Out West    |                                                      |
| 1940 | ф | Китти Фойл                    | Kitty Foyle                  | Билл, работник офиса (в титрах не указан)            |
| 1941 | ф | Лихорадка рампы               | Footlight Fever              | Спайк                                                |
| 1941 | ф | Железный коготь               | The Iron Claw                | Боб Лейн                                             |
| 1941 | ф | Тайная улика                  | Secret Evidence              | Дэвид Харрисон                                       |
| 1941 | ф | Лицо женщины                  | A Woman's Face               | Эрик                                                 |
| 1941 | ф | Прожигательница жизни         | Play Girl                    | Локк (в титрах не указан)                            |
| 1941 | ф | Святой в Палм-Спрингс         | The Saint in Palm Springs    | мистер Флетчер (в титрах не указан)                  |
| 1941 | ф | Они познакомились в Аргентине | They Met in Argentina        | репортёр (в титрах не указан)                        |
| 1942 | ф | Деревенщина                   | Yokel Boy                    | Ричардс, актёр-полицейский (в титрах не указан)      |
| 1944 | ф | Национальный танец в амбаре   | National Barn Dance          | Джонни Бёрк                                          |
| 1944 | ф | Я люблю солдата               | I Love a Soldie              | солдат (в титрах не указан)                          |
| 1944 | ф | Почти твоя                    | Practically Yours            | Джордж Мейси (в титрах не указан)                    |
| 1945 | ф | Таверна Даффи                 | Duffy's Tavern               | Рональд                                              |
| 1946 | ф | Романы Джеральдины            | Affairs of Geraldine         | Джей Эдмунд Робертс                                  |
| 1946 | ф | Багровый призрак              | The Crimson Ghost            | Данкан Ричардс                                       |
| 1946 | ф | Кража в её сердце             | Larceny in Her Heart         | Арч Даблер                                           |
| 1946 | ф | Эта девушка Бреннан           | That Brennan Girl            | детектив (в титрах не указан)                        |
| 1947 | ф | Брик Бредфорд                 | Brick Bradford               | Лэйдрон                                              |
| 1947 | ф | Улица опасности               | Danger Street                | Карл Полинг                                          |
| 1947 | ф | Трое на билет                 | Three on a Ticket            | Курт Лерой                                           |
| 1948 | ф | Боб и Сэлли                   | Bob and Sally                | Джон Райт                                            |
| 1948 | ф | Супермен                      | Superman                     | Хэккетт                                              |
| 1949 | ф | Ковбой и индейцы              | The Cowboy and the Indians   | Хендерсон (в титрах не указан)                       |
| 1950 | ф | Без маски                     | Unmasked                     | Ньюкомб, детектив полиции                            |
| 1950 | ф | Пираты открытого моря         | Pirates of the High Seas     | Меркель, менеджер ночного клуба (в титрах не указан) |
| 1950 | ф | Дэвид Хеннинг, контрразведчик | David Harding, Counterspy    | Грейди (в титрах не указан)                          |
| 1958 | с | Мэверик                       | Maverick                     | мистер Бэннинг (1 эпизод)                            |
| 1958 | с | Кейси Джонс                   | Casey Jones                  | Джордж Хантер (1 эпизод)                             |
| 1959 | ф | Токио после заката            | Tokyo After Dark             | генерал (в титрах не указан)                         |